# عرشاني
عرشاني قرية سورية تتبع ناحية مركز إدلب في منطقة مركز إدلب في محافظة إدلب. بلغ عدد سكانها 935 نسمة في عام 2004 حسب إحصاء المكتب المركزي للإحصاء.